# Abrothrix sanborni
Abrothrix sanborni је врста глодара из породице хрчкова (лат. Cricetidae). 

## Распрострањење
Врста има станиште у Аргентини и Чилеу.

## Станиште
Станиште врсте су обалне шуме до надморске висине од 800 метара.

## Угроженост
Ова врста је на нижем степену опасности од изумирања, и сматра се скоро угроженим таксоном.